# وکیل
وکیل، نماینده یا جانشین کسی است که از طرف شخص دیگری - حقوقی یا حقیقی - به موجب عقد وکالت برای انجام کاری مأمور می‌شود. وکیل در موضع دفاع، از تامینات شغل قضا برخوردار است و شخصاً امکان مبادرت به تجارت ندارد چون خلاف شان اوست. حرفه وکالت از آثار مترتبه بر تجارت، پیروی نمی‌کند و بدین جهت، وکالت را نمی‌توان یک کسب و کار تلقی کرد. موید این حقیقت قانونی، سیاستهای کلی نظام در امور قضایی است که وکالت را در زیرمجموعه امور قضایی آورده‌است و در قانون اساسی نیز در فصل سوم یعنی فصل حقوق ملت ذکر شده‌است و از اصل 44 مستثنی است.
وکالت یک عقد جایز است که در چارچوب مقررات قانون مدنی منعقد می‌شود و طرفین آن وکیل و موکل نامیده می‌شوند. می‌توان برای وکیل انتخابی حد و مرزی مشخص کرد که در چه زمینه‌ای اجازه وکالت از طرف موکل دارد و در چه زمینه‌ای خود شخص باید برای آن کار حضور داشته باشد.
نایب السلطنه را در دوره دودمان صفویان «وکیل» می‌گفتند و عنوان «وکیل الرعایا» هم از همین‌جا برخاسته است.

## انواع وکالت

### وکالت مطلق
یعنی این که شخصی شخص دیگری را در انجام تمام امور خود وکالت کند (فروش یا خرید و فروش اموال منقول و غیر منقول و یا پرداخت هزینه خانواده و … ) به صورتی که وکیل در هیچ یک از امور نیازی به اجازه از موکل خود نداشته باشد.

### وکالت مقید
مورد وکالت معین است و وکیل صرفا میتواند در همان مورد معین، عمل نماید (به عنوان مثال صرفاً فروش یا اجاره خانه یا فروش ماشین و … )
مورد وکالت باید امری باشد که به موجب قانون یا طبیعتاً در انحصار شخص نباشد و خود شخص موکل بتواند آن را انجام دهد. برای نمونه وکالت در مجلس معامله که باید خودش عمل نماید و نمی‌تواند دیگری را وکیل نماید.

## کارآموز وکالت
کارآموز وکالت شخصی اعم از زن و مرد که حداقل دارای ۲۴ سال سن بوده و در آزمون وکالت موضوع قانون کیفیت اخذ پروانه وکالت یا در آزمون مرکز وکلا ، کارشناسان رسمی و مشاوران خانواده قوه قضائیه قبول شده یا بر اساس قانون تسهیل صدور کسب و کار موفق به دریافت پروانه کارآموزی شده است.

## شیوه‌های وکالت

### انتخابی
در مواردی بکار می‌رود که شخصی، وکیل خود را انتخاب و با انعقاد قرارداد وکالت از او می‌خواهد وکالت او را برای دفاع از حقش در مراجع قضایی برعهده بگیرد. وکیل دادگستری به فردی گفته می‌شود که معمولاً پس از طی کردن آزمون‌ها و آموزش‌های مختلف حقوقی و دریافت پروانهٔ وکالت دادگستری، مجوز وکالت و حضور در مراجع قضائی از جانب اشخاص دیگر را دریافت می‌کند. در ایران پروانهٔ وکالت دادگستری توسط مرکز وکلا، کارشناسان رسمی و مشاوران خانواده قوه قضاییه و کانون وکلای دادگستری به دارندگان شرایط وکالت اعطا می‌شود.

### تسخیری
در مواردی که دعوایی کیفری جریان داشته و علیرغم ضروری بودن حضور وکیل، در دادرسی و محاکمات، به دلیل امتناع متهم از اخذ وکیل یا نداشتن توانایی مالی برای این کار، وکیلی برای دفاع از متهم وارد پرونده نشده‌است که در این صورت به تشخیص دادگاه، از بین وکلای دادگستری وکیل رایگان برای او گرفته می‌شود. عنوان وکیلی که به این ترتیب وارد پرونده می‌شود، وکیل تسخیری است.

### معاضدتی
در مواردی که اشخاص برای دفاع از حقوق خود در دعاوی حقوقی نیاز به وکالت داشته باشند ولی توان مالی انتخاب وکیل را نداشته باشند با تشخیص اداره معاضدت مرکز وکلا، کارشناسان رسمی و مشاوران خانواده قوه قضاییه و کانون وکلای دادگستری، وکیلی به صورت رایگان دفاع از حقوق شخص مُعسِر را برعهده می‌گیرد. عنوان وکیل یاد شده در این موارد، وکیل معاضدتی است. هم خواهان و هم خوانده می توانند درخواست وکیل معاضدتی را بنمایند.

### اتفاقی
اگر شخصی تحصیل کرده رشته حقوق باشد ولی پروانه وکالت نداشته باشد و بخواهد به صورت موردی برای حل مشکلاتی که بستگان نزدیک او در مراجع قضایی دارند، با طی مراحل قانونی و پرداخت هزینه مربوط می‌تواند به این امر اقدام کند. شخصی که با این روش وکالت موردی برای دفاع از حقوق بستگانش گرفته‌است را وکیل اتفاقی گویند.